# Michael Bitz
Michael Bitz (* 11. Februar 1943 in Berlin) ist ein deutscher Wirtschaftswissenschaftler und ehemaliger Professor für Betriebswirtschaftslehre und Bank- und Finanzwirtschaft an der Fernuniversität Hagen. Dort wurde er am 28. Februar 2011 emeritiert.

## Leben und Wirken
Nach dem Abitur studierte Michael Bitz Betriebswirtschaftslehre und Mathematik an der Philipps-Universität Marburg, an der FU Berlin und an der Universität des Saarlandes. Er schloss das Studium als Diplom-Kaufmann ab.
Er promovierte 1971 über Pläne und Maßnahmen zur Vermögensbildung und habilitierte sich 1976 über Die Strukturierung ökonomischer Entscheidungsmodelle jeweils bei Wolfgang Stützel an der Universität des Saarlandes.
Von 1976 bis 2011 war er ordentlicher Professor für Bank- und Finanzwirtschaft an der Fernuniversität in Hagen. Er lehnte zwischenzeitlich etliche Rufe u. a. an die Universität Hohenheim, die Universität Gießen, die Universität Erlangen-Nürnberg und die Universität Köln ab.
Er ist durch zahlreiche Publikationen zur allgemeinen Betriebswirtschaftslehre, Finanzierung, Investition und Entscheidungstheorie bekannt.
In der Forschung beschäftigt er sich mit nutzentheoretischen Problemen der Entscheidungen bei Unsicherheit, mit Fragen des Gläubiger- und Anlegerschutzes, sowie Fragen der Eigenkapitalausstattung, insbesondere bei Kreditinstituten.